# Procès 1001
Le Procès 1001/72, en espagnol Proceso 1001/72, du Tribunal d'ordre public (institution spécialisée dans la répression des délits politiques durant la phase finale du franquisme, héritière du Tribunal spécial pour la répression de la maçonnerie et du communisme), eut lieu pendant la dictature franquiste en Espagne, en 1973. Il se solda par la condamnation de toute la direction du syndicat Commissions Ouvrières.

## Contexte
Un an auparavant, le 24 juin 1972, la direction des Commissions Ouvrières, syndicat illégal et principal opposant à la dictature dans le milieu ouvrier, fut arrêtée au couvent de los Oblatos de Pozuelo de Alarcón (Madrid), où elle s'était réunie.

## Déroulement du procès
Les condamnations prononcées, entre 12 et 20 ans de prison, sont qualifiées de « lourdes » par Le Monde diplomatique.

## Répercussions internationales
Des manifestations de solidarité se produisent dans la communauté espagnole de France.